# Selica Pérez Carpio
Selica Pérez Carpio (Jarafuel, 19 de septiembre de 1900-Madrid, 23 de mayo de 1984) fue una mezzosoprano lírica española.

## Biografía

### Infancia
Esta reconocida mezzosoprano nació en Jarafuel (provincia de Valencia) el 19 de septiembre de 1900, en el seno de una familia de siete hermanos. Su padre, sastre, era tan aficionado a la música que dio a su hija el nombre de Selica en honor a la protagonista de L’ Africana, de Meyerbeer. Selica brilló en el género lírico durante más de treinta años, por más que fuese autodidacta y sin estudios musicales. Cantó como mezzosoprano, como tiple y como contralto. Niña aún, residiendo con su familia en Valencia, comenzó a tomar contacto con la vida teatral. Dado que sus hermanas mayores servían como coristas en el Teatro Ruzafa de Valencia, esto le permitiría asistir a funciones de zarzuela y opereta, las cuales se aprendía con prodigiosa memoria y las cantaba luego a sus amigas.

### Inicios
El 2 de septiembre de 1914 participaba en una función de aficionados, cuando de repente enfermó la tiple protagonista de la ópera Maruxa (de Amadeo Vives), en Elda, ella se ofreció a sustituirla. El éxito personal obtenido para quien fuera hasta entonces la más joven intérprete de la citada ópera de Amadeo Vives la lleva a continuar sus esfuerzos.
Tres años después, consigue su primer contrato serio representando en Manises la zarzuela Molinos de Viento, tuvo la suerte de ser dirigida por el maestro Vicente Lleó Balbastre, quien quedó admirado no sólo de la actuación, sino al saber que la joven era totalmente autodidacta. Lleó le propuso entonces llevarla con la citada obra al Teatro Ruzafa. Selica aceptó segura de su arte y no dudó en fijar su salario en 40 pesetas diarias, que era el que recibía una prima donna de aquel prestigioso teatro valenciano. La empresa aceptó y la primera noche fue un sonado triunfo.

### Llegada del éxito
A partir de ese momento su fama fue en aumento pese a llevar obras de regular aceptación por el público presentándose en Madrid en 1923 en el teatro Alcázar con la obra El collar de Afrodita, de Jacinto Guerrero. En abril del año siguiente actuó en el Teatro de la Zarzuela con la obra Sol de Sevilla, de José Andrés de la Prada y José Padilla. Las críticas fueron de lo más favorables, y después Selica recorrió los escenarias españoles con éxito.
Firmó un dilatado contrato con el Teatro Apolo de Madrid, donde el 29 de octubre de 1925 estrenó Curro el de Lora, de Manuel de Gongora Ayustante, y José Tellaeche, zarzuela fracasada y de una sola representación. Mejor fortuna corrió con El huésped del sevillano y El sobre verde, del maestro Guerrero. En 1928 estrenó Los Flamencos, sainete lírico de Fernández Shaw y Vives, en cuyo dúo con José Romeu Parra intervino recibiendo del público un sonado aplauso. Tras ello vinieron La pícara molinera, de Pablo Luna, las reposiciones de La revoltosa, La fiesta de San Antón, El santo de la Isidra, La verbena de la Paloma, El último romántico (muy popular por la romanza "Bella enamorada"), El puñao de Rosas y La Patria Chica, llegó hasta la última función de dicho teatro, el 30 de junio de 1929 con La señá Rita y su hombre, que Selica interpretó junto a Jesús Navarro.
Había sido tal el éxito conseguido en La Revoltosa (donde Selica canta el personaje de Mari Pepa), que a finales de 1931 el Rotary Club de Alicante, que se reunía en el hotel Samper y que había sido creado sólo un año antes, se permite hacer una excepción a los Estatutos mundiales y acepta como miembro Selica Pérez Carpio (1890-1984), a la que el 24 de diciembre el presidente Luis Sánchez Guerra (quien sería entre 1934 y 1936 gobernador de Guinea) le escribe una carta señalando "Que le remitimos, los rotarios de Alicante, a la que por gracia de Vd. y de Serrano-Anguita, es nuestra compañera Mari Pepa, la insignia que le corresponde. Quien le dio vida nueva sabrá infundirle también rotarismo: nosotros estamos seguros porque es rotario quien cumple todos sus deberes y Vd. ha cumplido divinamente los de ser guapa y gran artista que son los suyos principales..." Unos días antes, el 12 de diciembre, Francisco Serrano Anguita, periodista y autor teatral le había dedicado el poema “Brindis de la Mari-Pepa”.
El propio Luis Sánchez Guerra responderá con otros versos titulados “Conste que la Mari Pepa es rotaria desde hoy”. Por entonces se liga sentimentalmente al periodista y militar republicano Leopoldo Bejarano Lozano, con quien luego se casará y del que tendrá una hija que tendrá su mismo nombre, Selica. En el año de 1931 firmó un contrato con la compañía lírica nacional del Teatro Calderón de Madrid donde permaneció intermitentemente hasta 1935. En este teatro participó en los estrenos madrileños de El cantar del arriero, de Fernando Díaz Giles, el 2 de octubre de 1931 La fama del tartanero, de Jacinto Guerrero. El 26 de marzo de 1932 actúa en el gran acontecimiento de esa temporada: el estreno de Luisa Fernanda de Moreno Torroba, en el que Selica da vida al personaje protagonista, El 31 de marzo de 1934 estrenó La chulapona, de Federico Moreno Torroba, después por culpa de la guerra civil ya no volvió actuar en el teatro Calderón de Madrid hasta terminada esta en 1939, estrenó junto a Luis Sagi-Vela una nueva obra del maestro Torroba llamada Monte Carmelo.
Selica llegaría en toda su carrera a estrenar cerca de 80 obras y poseía un amplio repertorio, que en ocasiones se convirtió en la salvación de algunas de las empresas, pues estaba dispuesta a salir a escena y arriesgarse mientras se creyese que eran obras de calidad.Otro de los grandes acontecimientos en su carrera fue la encarnación que hizo de “Aurora la Beltrana” en 1933 para el Liceo barcelonés, al lado de Miguel Fleta como “Fernando”.
En 13 de diciembre de 1941 actúa en el Teatro Cine Góngora de Córdoba con la Compañía de Zarzuelas del Teatro Alcázar con 2 funciones diarias con la obra La del manojo de rosas. El 30 y 31 de mayo de 1953 vuelve al mismo teatro con la compañía de Manuel Paso Andrés y bajo la dirección del mismo con la obra Eres un sol.

### Decadencia
En 1942 estando en la cumbre de su carrera como cantante, incomprensiblemente abandonó el género lírico para formar una compañía media de comedias. Con ella realizó diversas giras por provincias, pero sin mucha importancia. Como su lugar estaba en la zarzuela, tres años después, volvió de la mano de la Compañía de los Ases Líricos; en esta ocasión renunciando a los cometidos de primera tiple asumió los papeles de característica más propios a las circunstancias de su edad. En 1956 participó en Doña Francisquita, producción de José Tamayo que fue la presentación de Alfredo Kraus y con la que tuvo lugar la reapertura del Teatro de la Zarzuela tras una reforma y con la que alcanzó unas 100 representaciones. Desde ese año intervino anualmente en la práctica totalidad de las temporadas de zarzuela del teatro de la Zarzuela, destacando las producciones de María Manuela de Federico Moreno Torroba que se estrenó el 1 de febrero de 1957, donde interpretaba el personaje de “Petrilla”. El 25 de octubre de ese mismo año la versión de Las Golondrinas de Tamayo y en 1963 la opereta La viuda alegre obra que realizaban para los festivales de España, adaptada por Alfonso Paso y dirigida como siempre por José Tamayo que cosechó éxito. Retirada desde 1976, Selica falleció en Madrid el 23 de mayo de 1984, desde hacía tiempo sufría la enfermedad de Alzheimer.

## Discografía
Durante sus mejores años su perfil la sitúa como ejemplo lírico de los personajes clásicos. Grabó zarzuelas completas y los números de zarzuela de muchas obras.

### Zarzuelas completas
- Las alondras (1927), La pícara molinera (1928). Ed. Odeón.
- La del soto del parral (1929). Ed. La Voz de su Amo.
- Doña Francisquita, La fama del tartanero, Los flamencos, Luisa Fernanda, La pícara molinera, La picarona, El último romántico, La verbena de la Paloma. Ed. Columbia-Regal (1928-1943).
- Monte Carmelo (1939), Un día de primavera (1948), Tentación (1951). Ed.: Columbia-Notas Mágicas.
- Katiuska (1958). Ed. Hispavox.
- El pobre Valbuena, La verbena de la Paloma (2.ª versión), La Revoltosa (2.ª versión), El barbero de Sevilla, Agua, azucarillos y aguardiente, La chulapona. Ed. Alhambra-Columbia (1957-1964).

### Fragmentos y canciones
Realizó debido a su fama numerosas grabaciones de trozos de obras de zarzuela en sus años jóvenes.
- El collar de Afrodita (1925), Los flamencos (1928). Ed. La Voz de su Amo.
- La alsaciana (1925), El huésped del sevillano (1926). Ed. Odeón.
- El año pasado por agua, Las cariñosas, Cha-ca-chá, La chavala, Cuadros disolventes, El cantar del arriero, Enseñanza libre, La fiesta de San Antón, La Gatita Blanca, La Gran Vía, La guitarra, La loca juventud, La marcha de Cádiz, El mesón de la Florida, Miss Guindalera, La morería, El niño judío, El perro chico, La picarona, Por si las moscas, El puñao de rosas, La reina mora, La Revoltosa, La Tempranica, La verbena de la Paloma, Los verderones, La viejecita, Las de Villadiego. Ed. Columbia-Regal (1930 1933).
- El dúo de La Africana, La moza vieja. Ed. Columbia-Notas Mágicas (1942).

## Cine
- La verbena de la Paloma.- se ha remasterizado a Cd por Ed.: Divisa (1995). Rodada en 1934 participó en el rodaje cinematográfico de La verbena de la Paloma, dirigida por Benito Perojo, interpretando el papel de la “Señá Rita”, junto a Miguel Ligero.